# Hans Åke Gäfvert
Hans Åke Gäfvert, född 8 februari 1914 Stora Kopparbergs församling, Dalarna, död 12 september 1956, var en svensk pianist, kapellmästare och kompositör. Han har bland annat tonsatt Lennart Hellsings Trollkarlen från Indialand.

## Filmmusik
- 1959 – Lejon på stan
- 1956 – Syndare i filmparadiset